# Love Reign o’er Me
Love Reign o’er Me ist ein Rock-Song der britischen Band The Who, der vom Gitarristen Pete Townshend geschrieben und am 19. Oktober 1973 auf dem Album Quadrophenia veröffentlicht wurde. Das Stück wurde außerdem als zweite Single aus dem Album ausgekoppelt.

## Veröffentlichung
Love Reign o’er Me wurde als zweite Single des Albums Quadrophenia veröffentlicht. Der Single-Version fehlen unter anderem die einleitenden Regeneffekte und die Klaviereinleitung. Außerdem wurde die Reihenfolge des Textes geändert und das Stück endet mit Synthesizer-Streichern anstelle des Schlagzeugsolos. Das Lied erreichte Platz 76 der Billboard Hot 100. Außer in den Vereinigten Staaten wurde die Single in Belgien und den Niederlanden veröffentlicht.
Das Lied wurde im Spielfilm Quadrophenia verwendet und ist auf dem Soundtrack-Album erhältlich. Die Soundtrackversion enthält ein zusätzliches Streicher-Arrangement. Das Ende ist ein paar Sekunden kürzer als die Album-Version und die Regeneffekte wurden entfernt. Das Lied diente als Inspiration für den Titel des Films Reign Over Me aus dem Jahr 2007.

## Besetzung
- Gesang – Roger Daltrey
- Gitarre, Klavier, Synthesizer, Regeneffekte – Pete Townshend
- E-Bass, Blechblasinstrumente – John Entwistle
- Schlagzeug – Keith Moon

## Coverversionen
2016 wurde das Lied von der Band Redemption auf deren Album The Art of Loss gecovert.